# Tran-Sister
Tran-Sister es una canción y un sencillo o single de la banda inglesa de punk rock Neo. La canción fue titular del sencillo, el cual lleva su mismo nombre y fue lanzado en 1978 por Jet Records. El tema también está incluido en el álbum debut solista del líder y cantante del grupo, Ian North, disco que fue lanzado en 1979 y está titulado con el nombre de la banda, la cual ya se había separado por entonces. El sencillo fue el único en la carrera del grupo. 
El sencillo, lanzado en vinilo, contiene la canción titular "Tran-Sister" en la cara A, y el tema "A Failed Pop Song" en la cara B. Este último tema no fue incluido en el álbum Neo, a diferencia de "Tran-Sister". En un video que reproducía este tema en YouTube, Ian North comentó que llamaba "A Failed Pop Song" a todas las canciones que servían de cara B en los singles que lanzaba. La canción "Tran-Sister" fue producida por Ian North, y "A Failed Pop Song"  por Steve Royal.
"Tran-Sister" y "A Failed Pop Song" fueron grabados por la segunda alineación de Neo compuesta por Ian North en la voz, Steve Byrd en la guitarra, John McCoy en el bajo y Bryson Graham en la batería, y tiene un estilo más cercano al hard rock. El tema "Tran-Sister" data de la primera alineación de Neo, compuesta por North en la voz y el bajo, Paul Simon en la batería y el hermano de éste, Robert, en la guitarra, y existe un videoclip que contiene una versión grabada con dichos integrantes del grupo y está posteado en el canal de YouTube de Paul Simon.